# Коробкин, Анатолий Данилович
Анато́лий Дани́лович Коро́бкин (род. 25 июля 1938, село Пешково, Читинская область) — советский и российский экономист, профессор РЭУ им. Г. В. Плеханова, ректор Новосибирского института народного хозяйства, лауреат премии Совета Министров СССР (1981).

## Биография
В 1955 году поступил во Владивостокское высшее инженерное морское училище на факультет судовождения морских судов.
В 1974 году получил должность проректора по науке в НИНХе. В 1980 году защитил докторскую диссертацию «Интегрированные задачи оптимального планирования, выявления и использования внутрипроизводственных резервов». В 1983 году назначен ректором НИНХа. При Анатолии Даниловиче был создан вычислительный центр НИНХ, началось активное вовлечение студентов в научную работу.